# From Duo to Big Band
From Duo to Big Band è un album del sassofonista, clarinettista e bandleader italiano Paolo Tomelleri, pubblicato nel 1996 dalla Giants of Jazz.

## Tracce
1. King Porter Stomp
2. Jubilation
3. I Love You
4. God Bless the Child
5. Sing, sing, sing
6. I Hear Music
7. Danny Boy (Londonderry Air)
8. Promenade Aux Champs Elisees
9. After You've Gone
10. Jive at Five
11. Lush Life
12. Blue Lou
13. Memories of You
14. Esquire Bounce